# シュア (テイク・ザットの曲)
「シュア」（Sure）はイギリスの男性グループ、テイク・ザットの楽曲。

## 解説
3枚目のアルバム『ノーバディ・エルス』に収録されており、同アルバムからの1枚目のシングルである。また、メンバー5人のうちゲイリー・バーロウ、マーク・オーウェン、ロビー・ウィリアムズがこの曲の作詞を担当した。メインボーカルはゲイリー・バーロウ。
本曲は全英シングルチャートで5曲目の1位を記録し、20万枚の売り上げでシルバー認定を受けた。Qは2003年の「1001の最高の曲達」のランキングで本曲を86位に選んだ。

## ミュージックビデオ
7分間に及ぶミュージックビデオはコミカルな仕上がりになった。ドイツのTV局では1994年11月のAリストに選ばれている。

## トラックリスト
- イギリス・ヨーロッパ向けCD1 (74321236622)[10]

1. "Sure"
2. "Sure" (Thumpers club mix)
3. "Sure" (Full Pressure mix)
4. "Sure" (Strictly Barking dub)

- イギリス・ヨーロッパ向けCD2 (74321236632)[11]

1. "Sure" – 3:40
2. "No si aqui no hay amor"
3. "Why Can't I Wake Up with You" (club mix)
4. "You Are the One" (Tonic Mix)

- イギリス向け12インチシングル (74321236621)[12]

A1. "Sure" (Thumpers club mix) – 8:21
B1. "Sure" (Brothers in Rhythm mix) – 3:40
B2. "Sure" (Full Pressure mix) – 5:37
- イギリス向けカセットシングル (74321236624)[13]

1. "Sure"
2. "No si aqui no hay amor"